# Bardas
Pour les articles homonymes, voir Bardas (homonymie).
Bardas (grec : Βάρδας ; mort le 21 avril 866), oncle de l'empereur Michel III, exerça le pouvoir réel dans l'Empire byzantin de 856 à 866. Il est le frère de l'impératrice Théodora, ce qui lui permet de grimper dans la hiérarchie sous l'empereur Théophile. Même s'il est mis de côté à la mort de Théophile par Théodora et Théoctistos, il orchestre le meurtre de ce dernier en 855 et devient le régent de facto de son neveu Michel III. Il atteint le rang de césar et est le dirigeant effectif de l'Empire byzantin pendant dix ans, durant une période marquée par des succès militaires et un regain des activités diplomatiques et religieuses, ainsi qu'un renouveau intellectuel qui préfigure la renaissance macédonienne. Il est assassiné en 866 à l'instigation de Basile Ier, le nouveau favori de Michel III, qui usurpe le trône un an plus tard et installe une nouvelle dynastie au pouvoir.

## Biographie

### Les premières années

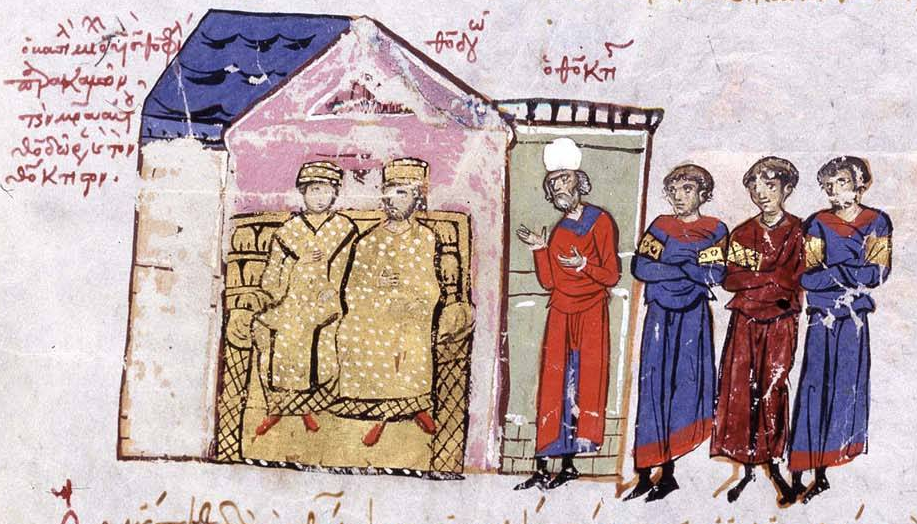
Michel III accompagné de Théodore et Théoctistos. Chronique de Skylitzès de Madrid.

Bardas est le fils d'un drongaire du nom de Marinos et de Théoctiste Phorina. Il est le frère aîné de Théodora, la femme de l'empereur Théophile ainsi que de Petronas. Trois autres sœurs, Marie, Sophie et Irène, sont mentionnées par Théophane Continué. Sa famille est d'origine arménienne et est installée en Paphlagonie. Selon des généalogistes modernes comme Cyrille Toumanoff et Nicolas Adontz, il existerait un lien entre la famille de Bardas et la famille noble arménienne des Mamikonian. Toutefois, selon Nina Garsoïan dans l’Oxford Dictionary of Byzantium, « aussi attrayante qu'elle soit, cette thèse ne peut être prouvée en l'état actuel des sources ». 
En 837, Bardas accède au rang de patrice et il est envoyé par Théophile dans une campagne contre les Abasges, aux côtés du général Théophobos. Toutefois, les Byzantins sont vaincus,. À la mort de Théophile, le jeune Michel III accède au pouvoir. Néanmoins, comme il n'est âgé que de deux ans, un conseil de régence est instauré, dirigé par Théodora. Bardas, son frère Pétronas et Serge le Nicétiate en sont membres mais c'est le logothète Théoctistos qui devient rapidement le principal conseiller de Théodora. Si Bardas joue encore un rôle important durant les premiers temps de la régence, encourageant Théodora à abandonner l'iconoclasme et à prendre part à l'enquête qui conduit à la déposition du patriarche iconoclaste Jean le Grammairien, il tombe rapidement en disgrâce. En 844, Théoctistos rend responsable Bardas des désertions qui ont conduit à la défaite byzantine lors de la bataille du Mauropotamos contre les Abbassides, alors même que c'est le logothète qui a dirigé les troupes byzantines. Bardas est alors contraint à l'exil,.
Après l'exil de Bardas et la mort de Serge, Théoctistos devient le seul dirigeant de l'empire aux côtés de Théodora pendant une décennie. En 855, Michel III a alors quinze ans, l'âge qui lui permet d'être marié. Sa mère et Théoctistos organisent une sélection et choisissent Eudocie Dékapolitissa, en dépit de l'attachement de Michel pour Eudocie Ingerina. Bardas utilise alors le ressentiment de Michel envers ce choix arbitraire pour le détourner progressivement de la régence. Avec le soutien du jeune empereur, Bardas est autorisé à revenir dans la capitale et, le 20 novembre 855, Théoctistos est tué,. Il est possible que Michel ait ordonné cet acte car Bardas aurait préféré une manière plus douce pour se débarrasser de son rival.

### Ascension et chute
Avec la mort de Théoctistos, la régence arrive à son terme. Au début de l'année 856, Michel proclame qu'il détient désormais l'entièreté de l'autorité impériale. En 857, Théodora est contrainte de se retirer au monastère de la Gastria. Néanmoins, Michel s'avère plus intéressé par les plaisirs de la vie et sa romance avec Eudocie Ingerina. De ce fait, Bardas devient le régent de facto de l'empire,. Vers 858, il est promu aux plus hauts postes de l'empire comme ceux de magistros et chartoularios tou kanikleiou, puis au rang de curopalate (selon Syméon le Logothète, cela intervient après une tentative d'assassinat avortée projetée par Théodora) et, finalement, le 22 ou le 26 avril 862, au rang de césar,. Pétronas obtient aussi des postes importants puisqu'il devient stratège des Thracésiens et il conduit une série de raids fructueux contre les Arabes. 
Bien que les sources plus tardives soient critiques quant à sa personnalité, le décrivant comme rempli d'avarice et avide de pouvoir, ses compétences de gouvernant sont largement reconnues. Ainsi, Bardas fonde la Magnaure avec des chaires de philosophie, de grammaire, d'astronomie et de mathématiques. Il soutient des érudits comme Léon le Mathématicien et soutient les activités de missionnaires de Cyrille et Méthode. Il remporte aussi plusieurs victoires contre les Arabes, notamment lors de la bataille de Lalakaon en 863 et il soutient la christianisation de la Bulgarie par des missionnaires byzantins,,. Le Patria de Constantinople célèbre son penchant pour l'architecture mais, à l'exception de l'église dédiée à Saint-Démétrius, la plupart des bâtiments qui lui sont attribués sont plus probablement l'œuvre de Basile le Macédonien.
En 858, Bardas dépose le patriarche Ignace de Constantinople au profit de Photios, un homme de loi bien éduqué. Les chroniques plus récentes rapportent qu'Ignace aurait exclu Bardas de la communion en raison de sa relation incestueuse avec l'une de ses belles-filles. Toutefois, la véritable raison de la déposition d'Ignace viendrait plutôt du refus affirmé d'Ignace de tonsurer l'impératrice Théodora contre son gré, comme le demande Bardas. Néanmoins, la mise à l'écart d'Ignace et l'élévation de Photios au patriarcat font l'objet du concile Prime-second réuni à Constantinople d'avril à septembre 861 aux conclusions duquel les légats du pape Nicolas Ier souscrivent avant que ce dernier ne les désavoue, refusant de le Photios. À cela s'ajoute la compétition entre les missionnaires de Rome et de Constantinople en Moravie et en Bulgarie, ce qui débouche sur un climat de tensions latentes entre les deux capitales de la chrétienté.

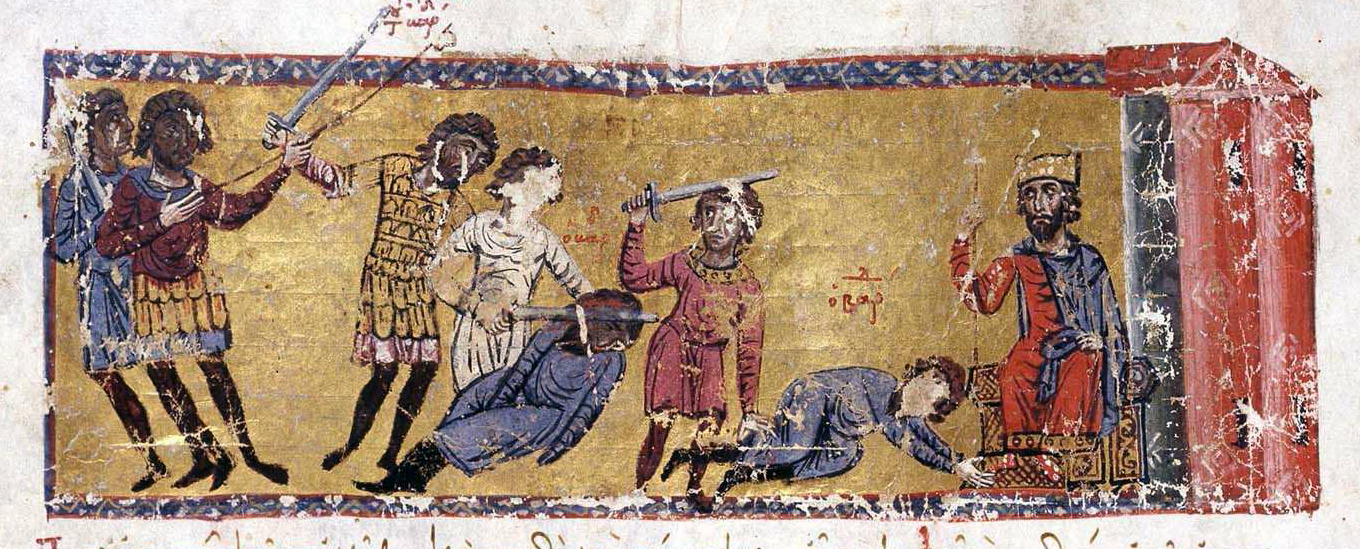
L'assassinat de Bardas sous les yeux de Michel. Chronique de Skylitzès de Madrid.

En dépit de sa forte autorité, le contrôle de Bardas sur son neveu n'est pas absolu. S'il parvient à le persuader de congédier Damien, son vieux chambellan (parakoimomène), Michel ne nomme pas à sa place un des protégés de Bardas mais son compagnon favori, l'ambitieux Basile le Macédonien,. En outre, la position de Bardas tend à s'affaiblir un peu plus au début de l'année 866, quand Michel apprend qu'Eudocie Ingerina est enceinte du futur Léon VI. Par conséquent, alors que Bardas pouvait espérer succéder à Michel s'il arrivait un malheur à ce dernier, l'existence d'un héritier change la donne. Cependant, plutôt que de divorcer pour se marier avec sa maîtresse, Michel décide de marier Ingerina à Basile, qui divorce de sa première femme. Au cours du printemps de la même année, Bardas commence à rassembler une expédition de grande importance contre l'émirat de Crète. Il se dirige ensuite vers Milet, où l'armée est stationnée, avec Michel, Basile et la cour impériale. C'est là qu'il est assassiné le 21 avril par Basile, qui l'accuse de conspirer contre l'empereur,.
La campagne en Crète est abandonnée à la suite de cet assassinat et Michel rentre à Constantinople accompagné de Basile. Pour récompenser ce dernier, l'empereur l'adopte et le couronne comme coempereur. En septembre 867, Basile fait assassiner Michel, mettant un terme à la dynastie amorienne et inaugurant la période macédonienne de l'histoire byzantine.

## Famille
Bardas a été marié deux fois. De son union avec sa première femme, morte avant 855, il a un fils du nom d'Antigone, une fille nommée Irène, un fils au nom inconnu et une fille mariée au logothète Symbatios (à moins qu'il ne s'agisse aussi d'Irène). Vers 855, Bardas se marie une deuxième fois mais divorce de sa nouvelle femme, Théodosia, en 862. Par la suite, Antigone est nommé domestique des Scholes alors qu'il n'est qu'un enfant et continue à occuper ce poste à la mort de son père. De son autre fils, peu de choses sont connues, à part qu'il se marie avec la maîtresse de son père, avant d'être nommé moniostratège des thèmes européens de l'empire. La deuxième fille de Bardas est mariée à Symbatios qui participe au complot visant à l'assassinat de Bardas, espérant lui succéder. Lorsque Basile devient coempereur, il tente de se révolter mais il est vaincu, mutilé puis exilé.